# Gestekelde zandkokerworm
De gestekelde of rode zandkokerworm (Sabellaria spinulosa) is een borstelworm uit de familie Sabellariidae. Sabellaria spinulosa werd in 1849 voor het eerst wetenschappelijk beschreven door Rudolf Leuckart.

## Beschrijving
De gestekelde zandkokerworm leeft in een koker gemaakt van schelpfragmenten en grof zand dat met slijm wordt gecementeerd. De koker heeft een cirkelvormige doorsnede en kan worden afgesloten door een operculum gevormd door borstelharen die op de kop van de worm groeien. Het lichaam van de worm bestaat uit een kop, een cilindrisch, gesegmenteerd lichaam en een staartstukje. De kop bestaat uit een prostomium (gedeelte voor de mondopening) en een peristomium (gedeelte rond de mond) en draagt gepaarde aanhangsels (palpen, antennen en cirri). De onderscheidende kenmerken van de worm zijn drie thoracale segmenten met gepaarde chaetale omhulsels, puntige operculaire chaetae en een buitenste laag van getande chaetae.

## Verspreiding
De gestekelde zandkokerworm wordt gevonden rond de kusten van de Britse Eilanden (inclusief Noordzee en het Kanaal) in zowel de sublitorale zone als af en toe in de intergetijdenzone. Het wordt ook gevonden in andere regio's van de noordoostelijke Atlantische Oceaan ten zuiden van Portugal en de Middellandse Zee. De soort geeft de voorkeur aan troebel water met een goede toevoer van zand.

## Ecologie
De gestekelde zandkokerworm leeft meestal alleen in een koker die over de gehele lengte aan het substraat is bevestigd. In een groot deel van zijn verspreidingsgebied vormt hij geen riffen op dezelfde manier dan de nauw verwante zandkokerworm (S. alveolata). Wanneer de wormen opeengepakt zijn, kunnen de buizen verticaal rechtop staan en korsten vormen van enkele meters breed. Niet-geaggregeerde individuen kunnen dichtheden van 300 per vierkante meter bereiken en dichtheden van 4000 individuen per vierkante meter in losse aggregaties. Onder een beperkt aantal omgevingsomstandigheden kunnen echter riffen worden gevormd. Deze omvatten: zand- of grindzeebodems, de randen van zandbanken, de randen van geulen en kliffen, hoge troebelheid, hoge sedimentbelasting, matige stroming en matige zwevende organische stofbelasting. Waar riffen bestaan, bieden ze een bio-divers leefgebied voor een groot aantal ongewervelde dieren en jonge vissen. Ze worden vaak gedomineerd door de aanwezigheid van schaaldieren, vooral het porseleinkrabbetje (Pisidia longicornis) en de ringsprietgarnaal (Pandalus montagui), die zich voeden met de wormen en met andere ongewervelde dieren die in de riffen schuilen. Een andere veel voorkomende bewoner is de wijde mantel (Aequipecten opercularis).